# Mistrovství České republiky v atletice 2023
54. mistrovství České republiky v atletice 2023 se konalo ve dnech 29.–30. července 2023 na stadionu ve sportovním areálu Mír v Táboře. 

## Medailisté

### Muži
|                                                              | Zlato                                                                    | Výkon     | Stříbro                                                      | Výkon     | Bronz                                                              | Výkon     |
| 100 m                                                        | Jan Veleba                                                               | 10.54     | Zdeněk Stromšík                                              | 10.64     | Eduard Kubelík                                                     | 10.65     |
| 200 m                                                        | Ondřej Macík                                                             | 20.39     | Eduard Kubelík                                               | 20.51     | Tomáš Němejc                                                       | 20.82     |
| 400 m                                                        | Matěj Krsek                                                              | 45.79     | Patrik Šorm                                                  | 45.89     | Michal Desenský                                                    | 46.44     |
| 800 m                                                        | Jakub Dudycha                                                            | 1:47.68   | Filip Šnejdr                                                 | 1:48.25   | Daniel Kotyza                                                      | 1:48.46   |
| 1500 m                                                       | Filip Sasínek                                                            | 3:38.71   | Jan Friš                                                     | 3:40.19   | Jakub Davidík                                                      | 3:41.50   |
| 5000 m                                                       | Martin Zajíc                                                             | 14:25.30  | Patrik Vebr                                                  | 14:26.26  | Vladimír Marčík                                                    | 14:40.75  |
| 10000 m dráha Žilina 29. 4. 2023                             | Martin Zajíc                                                             | 29:39.56  | Matěj Hřebačka                                               | 30:00.13  | Jakub Davidík                                                      | 30:22.10  |
| 10000 m silnice Běchovice 24. 9. 2023                        | Martin Zajíc                                                             | 30:06     | Vladimír Marčík                                              | 30:18     | Jakub Zemaník                                                      | 30:24     |
| Přespolní běh (krátký) Dříteč 25. listopadu 2023             | Jakub Davidík                                                            | 11:59     | Nico Boketta                                                 | 12:01     | Tomáš Jaša                                                         | 12:13     |
| Přespolní běh (dlouhý) Dříteč 25. listopadu 2023             | Jáchym Kovář                                                             | 31:04     | Patrik Vebr                                                  | 31:10     | Michal Šmahel                                                      | 31:16     |
| Běh do vrchu (krátký) Hodkovice nad Mohelkou 13. května 2023 | Marek Chrascina                                                          | 50:44.3   | Michal Šmahel                                                | 51:03.6   | Vít Pavlišta                                                       | 53:25.7   |
| Půlmaraton Pardubice 15. dubna 2023                          | Jakub Zemaník                                                            | 1:06:59   | Jiří Homoláč                                                 | 1:07:25   | Vojtěch Novák                                                      | 1:08:43   |
| Maraton Praha 25. května 2023                                | Vít Pavlišta                                                             | 2:19:14   | Ondřej Fejfar                                                | 2:19:54   | Yann Havlena                                                       | 2:20:23   |
| 110 m př.                                                    | Štěpán Schubert                                                          | 13.86     | Ondřej Kopecký                                               | 14.10     | Jonáš Kolomazník                                                   | 14.35     |
| 400 m př.                                                    | Vít Müller                                                               | 48.96     | Bořek Pešta                                                  | 50.64     | David Bix                                                          | 50.97     |
| 3000 m př.                                                   | Tomáš Habarta                                                            | 8:50.26   | Jáchym Kovář                                                 | 8:53.28   | David Foller                                                       | 9:05.17   |
| 4 × 100 m                                                    | Dukla Praha M. Koška, J. Veleba, J. Polák, O. Macík                      | 39.58     | SSK Vítkovice M. Lutz, M. Ščibráni, T. Lisák, Z. Stromšík    | 41.15     | Olymp Praha L. Šebík, E. Jelínek, M. Janský, S. Jíra               | 41.16     |
| 4 × 400 m                                                    | VSK Univerzita Brno Tadeáš Plaček, M. Hroch, Daniel Kotyza, Martin Tuček | 3:12.89   | AC Mladá Boleslav J. Kolín, P. Vích, J. Červinka, S. Šlechta | 3:16.28   | Atletika Stará Boleslav M. Šabata, J. Veselý, L. Podolák, J. Tesař | 3:18.23   |
| 20 km chůze Olomouc 15. dubna 2023                           | Vít Hlaváč                                                               | 1:28:51   | Adam Zajíček                                                 | 1:30:04   | Lukáš Gdula                                                        | 1:37:03   |
| Chůze na 35 km Dudince 25. března 2023                       | Vít Hlaváč                                                               | 2:43:43   | Martin Nedvídek                                              | 2:58:01   | Lukáš Gdula                                                        | 3:02:59   |
| Skok do výšky                                                | Jan Štefela                                                              | 2,21      | Josef Adámek                                                 | 2,17      | Jakub Bělík                                                        | 2,09      |
| Skok o tyči                                                  | David Holý                                                               | 5,60      | Matěj Ščerba                                                 | 5,40      | Dan Bárta                                                          | 5,26      |
| Skok daleký                                                  | Radek Juška                                                              | 8,15      | David Jodl                                                   | 7,49      | Dan Kováč                                                          | 7,36      |
| Trojskok                                                     | Pavel Halátek                                                            | 15,18     | Ondřej Vodák                                                 | 15,04     | Lukáš Budík                                                        | 14.83     |
| Vrh koulí                                                    | Tomáš Staněk                                                             | 21,13     | Tadeáš Procházka                                             | 18,15     | Tomáš Procházka                                                    | 17,53     |
| Hod diskem                                                   | Marek Bárta                                                              | 59,37     | Jakub Forejt                                                 | 58,03     | Petr Procházka                                                     | 57,67     |
| Hod kladivem                                                 | Patrik Hájek                                                             | 73,77     | Samuel Camara                                                | 63,83     | Bohumil Janoušek                                                   | 61,74     |
| Hod oštěpem                                                  | Jakub Vadlejch                                                           | 84,68     | Martin Florian                                               | 74,41     | Kryštof Kozač                                                      | 73,96     |
| Desetiboj Přerov 2.–4. června 2023                           | Vilém Stráský                                                            | 7826 bodů | Marek Lukáš                                                  | 7794 bod. | Roman Baše                                                         | 7057 bodů |

### Ženy
|                                                              | Zlato                                                                                  | Výkon     | Stříbro                                                                     | Výkon     | Bronz                                                                       | Výkon     |
| 100 m                                                        | Nikola Bendová                                                                         | 11.48     | Karolína Maňasová                                                           | 11.65     | Natálie Kožuškaničová                                                       | 11.73     |
| 200 m                                                        | Nikola Bendová                                                                         | 23.33     | Natálie Kožuškaničová                                                       | 23.61     | Marcela Pírková                                                             | 23.77     |
| 400 m                                                        | Lada Vondrová                                                                          | 51.13     | Lurdes Gloria Manuel                                                        | 51.23     | Tereza Petržilková                                                          | 51.25     |
| 800 m                                                        | Kimberley Ficenec                                                                      | 2:03.99   | Pavla Štoudková                                                             | 2:04.06   | Natálie Millerová                                                           | 2:04.37   |
| 1500 m                                                       | Kristiina Mäki                                                                         | 4:12.71   | Soňa Kouřilová                                                              | 4:23.86   | Pavla Štoudková                                                             | 4:24.11   |
| 5000 m                                                       | Barbora Zoubková                                                                       | 17:18.73  | Simona Vrzalová                                                             | 17:19.82  | Adéla Hluchá                                                                | 17:21.92  |
| 10000 m dráha Žilina 29. 4. 2023                             | Tereza Hrochová                                                                        | 35:12.98  | Barbora Lampová                                                             | 35:27.00  | Gabriela Veigertová                                                         | 35:56.15  |
| 10000 m silnice Běchovice 24. 9. 2023                        | Tereza Hrochová                                                                        | 33:39     | Bára Stýblová                                                               | 35:12     | Simona Vrzalová                                                             | 35:32     |
| Přespolní běh (krátký) Dříteč 25. listopadu 2023             | Bára Stýblová                                                                          | 13:53     | Anna Šimková                                                                | 14:08     | Anita Žáková                                                                | 14:12     |
| Přespolní běh (dlouhý) Dříteč 25. listopadu 2023             | Tereza Hrochová                                                                        | 28:22     | Simona Vrzalová                                                             | 28:32     | Anna Málková                                                                | 28:44     |
| Běh do vrchu (krátký) Hodkovice nad Mohelkou 13. května 2023 | Tereza Hrochová                                                                        | 57:49.0   | Adéla Vetchá                                                                | 1:01:02.6 | Pavla Matyášová Schorná                                                     | 1:02:33.7 |
| Půlmaraton Pardubice 15. dubna 2023                          | Eva Filipiová                                                                          | 1:19:45   | Gabriela Veigertová                                                         | 1:20:01   | Barbora Lučanová                                                            | 1:21:04   |
| Maraton Praha 25. května 2023                                | Moira Stewartová                                                                       | 2:31:54   | Barbora Macurová                                                            | 2:35:25   | Eva Filipiová                                                               | 2:43:50   |
| 100 m př.                                                    | Helena Jiranová                                                                        | 13.29     | Nicoleta Turnerová                                                          | 13.32     | Tereza Vokálová                                                             | 13.40     |
| 400 m př.                                                    | Nikoleta Jíchová                                                                       | 54.88     | Ester Bendová                                                               | 56.83     | Klára Bartošková                                                            | 58.19     |
| 3000 m př.                                                   | Soňa Kouřilová                                                                         | 10:07.91  | Bára Stýblová                                                               | 10:13.73  | Anna Málková                                                                | 10:18.33  |
| 4 × 100 m                                                    | USK Praha AK. Sobotková, Natálie Kožuškaničová, M. Hofmanová, J. Kaiserová             | 45.54     | USK Praha B Markéta Štolová, Nicoleta Turnerová, K. Dvořáková, B. Dvořáková | 45.82     | Atletika Vlašim Š. Hlaváčková, M. Doubková, K. Slabá, E. Králová            | 46.73     |
| 4 × 400 m                                                    | AK ŠKODA Plzeň Tereza Jonášová, Anna Suráková, Kateřina Matoušková, Tereza Petržilková | 3:39.54   | USK Praha Věra Holubářová, V. Petrásková, K. Korelová, Marcela Pírková      | 3:42.47   | PSK Olymp Praha Ester Bendová, E. Čechová, Klára Bartošková, Nikola Bendová | 3:44.52   |
| 20 km chůze Olomouc 15. dubna 2023                           | Eliška Martínková                                                                      | 1:41:36   | Ema Klimentová                                                              | 1:48:54   | Alžběta Franklová                                                           | 1:50:02   |
| Chůze na 35 km Dudince 25. března 2023                       | Tereza Ďurdiaková                                                                      | 3:13:53   | Klára Hlaváčová                                                             | 3:29:36   | Štěpánka Pohlová Kučerová                                                   | 3:30:12   |
| Skok do výšky                                                | Denisa Pešová                                                                          | 1,88      | Michaela Hrubá                                                              | 1,86      | Bára Sajdoková                                                              | 1,78      |
| Skok o tyči                                                  | Amálie Švábíková                                                                       | 4,60      | Viktorie Ondrová                                                            | 4,30      | Nikola Pöschlová                                                            | 4,20      |
| Skok daleký                                                  | Michaela Kučerová                                                                      | 6,15      | Daniela Volná                                                               | 6,10      | Linda Suchá                                                                 | 6,09      |
| Trojskok                                                     | Linda Suchá                                                                            | 13,16     | Emma Maštalířová                                                            | 12.97     | Michaela Hrubá                                                              | 12,61     |
| Vrh koulí                                                    | Katrin Brzyszkowská                                                                    | 15,93     | Martina Mazurová                                                            | 15,66     | Lenka Valešová                                                              | 14,93     |
| Hod diskem                                                   | Barbora Tichá                                                                          | 54,90     | Leona Vargová                                                               | 50,83     | Kristýna Čechlovská                                                         | 50,69     |
| Hod kladivem                                                 | Tereza Holcová                                                                         | 63,66     | Lenka Valešová                                                              | 62,99     | Veronika Bártová                                                            | 62,85     |
| Hod oštěpem                                                  | Petra Sičaková                                                                         | 58,60     | Barbora Špotáková                                                           | 57,13     | Nikol Tabačková                                                             | 56,66     |
| Sedmiboj Přerov 2.–4. června 2023                            | Dorota Skřivanová                                                                      | 5743 bodů | Kateřina Dvořáková                                                          | 5349 bodů | Veronika Nedvědová                                                          | 5101 bodů |